# Krążałek gładki
Krążałek gładki (Lucilla singleyana) – gatunek lądowego, ślepego ślimaka trzonkoocznego z rodziny Helicodiscidae, dawniej zaliczany do Endodontidae. Pochodzi prawdopodobnie z Ameryki Północnej. Współcześnie występuje również w Europie, przy czym czas jego pojawienia się na tym kontynencie nie jest znany. W drugiej połowie XX wieku został zawleczony do Nowej Zelandii.
W Europie po raz pierwszy odnotowano jego obecność w 1943 roku, w Holandii. Od tamtej pory rozprzestrzenił się po całym niemal kontynencie, od Anglii i Szwecji po Hiszpanię i Włochy, włącznie z wyspami śródziemnomorskimi. Na terenie Polski został odnotowany najpierw w Ogrodzie Botanicznym we Wrocławiu, później w Puszczykowie, a także na kilku stanowiskach w południowej części kraju. Pomimo rozprzestrzeniania się w Europie, w Polsce nie jest uznawany za gatunek inwazyjny. 
Jego obecność na stanowiskach naturalnych w Europie oraz w osadach wczesnoplejstoceńskich na Słowacji sugeruje, że pierwotny zasięg występowania mógł obejmować, oprócz Ameryki Północnej, również Europę, a gatunek ten jest reliktem z okresów międzylodowcowych. Współczesna jego obecność na niektórych stanowiskach może być wynikiem wtórnej kolonizacji.
Muszla krążałka gładkiego jest mała (2–2,4 mm szerokości), spłaszczona, z 4 lub 4,5 wypukłymi skrętami, ostrym brzegiem otworu i gładką, błyszczącą powierzchnią, niemal przejrzysta. Periostrakum jest bezbarwne, drobno i nieregularnie prążkowane. Dołek osiowy jest szeroki, miseczkowaty, o szerokości bliskiej 1/3 szerokości muszli.
Krążałek gładki prowadzi podziemny tryb życia, żyje w głębszych warstwach gleby. Najczęściej spotykany jest w środowiskach synantropijnych (winnice, ogrody, szklarnie).